# Nystalus chacuru
El buco chacurú  (Nystalus chacuru), también denominado chacurú listado (Argentina, Paraguay), chacurú cara negra (Argentina) o chacurú de cara blanca, es una especie de ave galbuliforme perteneciente al género Nystalus que integra la familia Bucconidae. Vive en América del Sur.

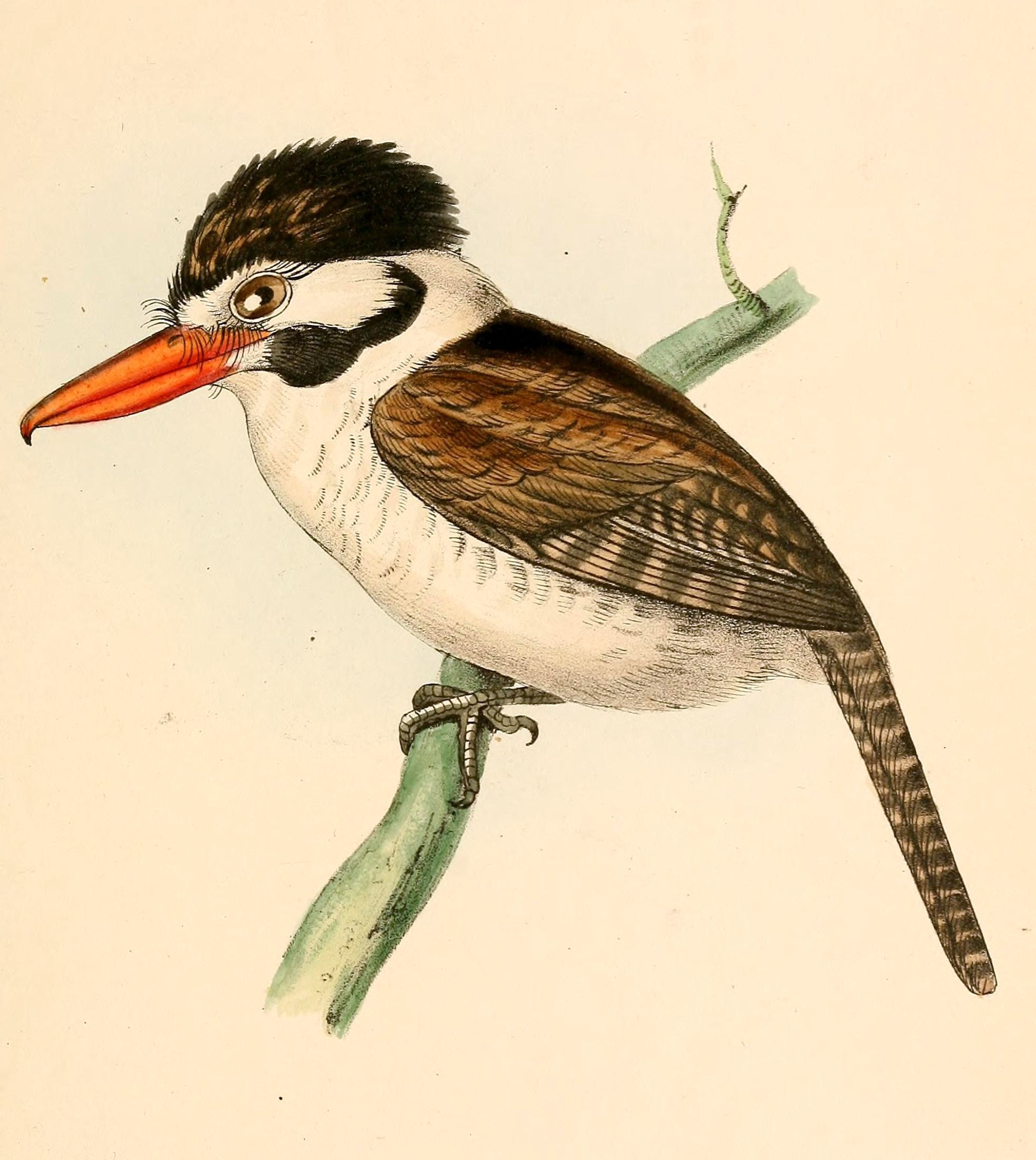
Nystalus chacuru chacuru; ilustración de Swainson en “A selection of the birds of Brazil and Mexico”, 1841

## Descripción
Mide 20 cm de longitud. La cabeza es relativamente grande, con la corona marrón barrada de oscuro, mejillas con dos bandas negras que bordean una lista horizontal blanca; nuca y garganta blancas, unidas por un collar delgado blanco; el dorso presenta diversos tonos marrón con barrado oscuro; las partes inferiores son crema, canela, blancuzcas a grisáceas con estrías negruzcas. El pico es anaranjado, algo negruzco en el ápice.

## Distribución y hábitat
Se encuentra en Brasil, Bolivia, Paraguay, Argentina y Perú.
Vive en el borde del bosque seco, cerrados o sabanas, campos abiertos arbolados, plantaciones, calles y líneas de ferrocarril con árboles y parques, a menos de 2.500 m de altitud.

## Comportamiento
Solo o en pareja, posa en locales abiertos, como ramas expuestas, cables o alambres y es fácil de detectar. Permite gran aproximación, sin inquietarse, tal temeridad originó su nombre popular en Brasil: Juan-bobo (João en portugués).

En ciertos lugares aparece como parcialmente migratorio.
 Ha sido observado que disminuye su temperatura corporal y entra en letargo durante el tiempo frío.

### Alimentación
Se alimenta de insectos y otros artrópodos y pequeños vertebrados, que puede capturar en el suelo.

### Reproducción
En la época reproductiva machos y hembras cantan, respondiéndose uno a otro los llamados y formando coros de varias parejas. Anida en huecos profundos, que cava en barrancos o a veces en terreno plano; en el fondo hace una cámara donde la hembra pone 2 a 4 huevos blancos y brillantes.

### Vocalización
Su canto es fuerte, una estrofa trisilábica, trémula y descendiente, macho y hembra se responden mutuamente, “türu, türu, türu”; secuencia prolongada e descendiente muriendo terminalmente, “türu…”, emitido en todas las horas del día y oído hasta mismo en las horas de mayor calor, pero más elocuentemente después de la puesta del sol hasta el anochecer, cuando toda la población local participa de la cantoría; el llamado de advertencia es un “rr-rr-rr”.

## Sistemática

### Descripción original
La especie N. chacuru fue descrita por primera vez por el ornitólogo francés Louis Jean Pierre Vieillot en 1816 bajo el nombre científico Bucco chacuru; localidad tipo «Paraguay».

### Subespecies
Se reconocen dos subespecies con su correspondiente distribución geográfica:
- Nystalus chacuru uncirostris (Stolzmann, 1926) - sureste de Perú a noreste de Bolivia y zonas adyacentes del oeste de Brasil.
- Nystalus chacuru chacuru (Vieillot, 1816) - sur de Brasil, este de Paraguay y noreste de Argentina.